# Vingt-quatre préludes et fugues
Pour les articles homonymes, voir Vingt-quatre Préludes.
Les Vingt-quatre préludes et fugues, opus 87, forment un cycle de 24 préludes et fugues pour piano seul composé par Dmitri Chostakovitch de 1950 à 1951 en hommage à Bach. Ces 24 préludes et fugues parcourent les 24 tonalités, dans l'ordre des quintes en alternant tonalités majeures et mineures. Composé d'octobre 1950 à février 1951, le recueil fut créé en décembre 1952 à Léningrad par sa dédicataire, la pianiste Tatiana Nikolaïeva, et publié la même année. Il faut environ deux heures et trente minutes pour jouer le cycle complet des Vingt-quatre préludes et fugues ; en outre, il s'agit d'une des œuvres emblématiques de la musique écrite dans les 24 tonalités majeures et mineures.
Pour le pianiste Alexander Melnikov, cet opus 87 « exprime la voix d'un homme tourmenté, qui trouve encore et encore, encore et toujours la force d'affronter la vie telle qu'elle est, dans toute sa diversité, sa laideur et parfois sa beauté ».

## Historique

### Écriture de l'œuvre

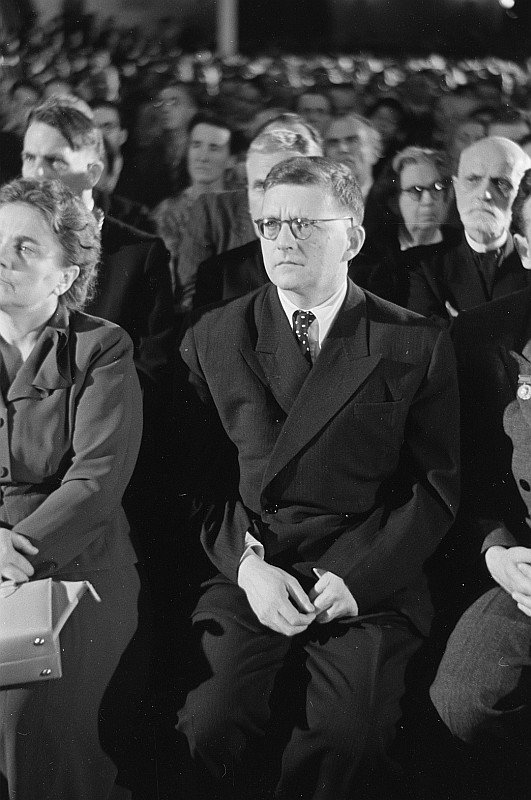
Chostakovitch le 28 juillet 1950 lors d'un récital Bach au Kongreßhalle de Leipzig.

Dmitri Chostakovitch subit une censure du régime soviétique à partir de 1948 après le rapport Jdanov qui mettait à l'index nombre de compositeurs soviétiques pour cause de « formalisme ». Dans ce contexte, il fit un voyage à Leipzig pour le 200e anniversaire de la mort de Johann Sebastian Bach, et il participa au jury du prix Bach qui remit le premier prix à la jeune pianiste Tatiana Nikolaïeva qui venait d'interpréter les préludes et fugues de Bach ; Chostakovitch s'exclama alors : « Et pourquoi ne continuerions-nous pas cette tradition ? ». Déplorant que les compositeurs allemands aient abandonné le genre du prélude et fugue, Chostakovitch entreprit de rendre un hommage à Bach en composant cette œuvre dans le style du Clavier bien tempéré, c'est-à-dire 24 préludes et fugues dans toutes les tonalités majeures et mineures. De retour à Moscou, Chostakovitch s’attela à l'écriture du recueil dès octobre 1950 et finit en février 1951. Tatiana Nikolaïeva, pour qui cette œuvre a été écrite, en assura la création les 23 et 28 décembre 1952 à Léningrad - le concert eut un grand succès.

### Réception
Avant la première de l'œuvre, Chostakovitch présenta le cycle en avril et mai 1951 au cours de deux assemblées à l'Union des compositeurs — comme c'était souvent le cas pendant l'ère soviétique. On l'accusa de revenir au formalisme et à la décadence, voire à la cacophonie dans certaines fugues (notamment celle en ré bémol majeur), et de se détourner des thématiques actuelles (le réalisme socialiste) ; il fut fustigé par ses collègues, parmi lesquels Kabalevsky, pour ne pas s'être corrigé et avoir osé présenter une nouvelle œuvre « formaliste ». (Trois ans avant, en 1948, le décret Zhdanov mettait à l'index les œuvres des grands compositeurs soviétiques, entre autres Chostakovitch et Prokofiev).
L'Union des compositeurs s'est également opposée aux fugues en général, genre alors considéré comme trop occidental et archaïque. (Il faut se rappeler que Balakirev, compositeur russe surtout célèbre pour sa pièce pour piano Islamey, comparait Bach à « une machine à moudre des fugues »). Le pianiste Sviatoslav Richter explique comment était perçue la musique de Bach dans les années 1940 en Union soviétique : 

« En raison d'un vieux fonds de tradition romantique, Bach était très peu joué par les pianistes en Union soviétique. Le Clavier bien tempéré n'apparaissait jamais dans les concerts ; seules les transcriptions d'œuvre d'orgue par Liszt ou Busoni semblaient avoir droit de cité, tandis que les 48 préludes et fugues étaient considérés tout juste bons comme morceaux d'examens. […] Je jouai l'ensemble un peu partout et si souvent que je recevais des lettres d'admiratrices : Quand donc cesserez-vous de nous infliger la musique de Bach ? »

— Sviatoslav Richter

## Analyse des24 préludes et fugues

### Structure de l'œuvre
Comme le Clavier bien tempéré, le recueil des 24 préludes et fugues op. 87 parcourt les 24 tonalités (un prélude et fugue pour chaque tonalité), suivant le cycle des quintes en alternant modes majeur et mineur : le premier prélude et fugue est en do majeur, le deuxième dans son relatif mineur, soit la mineur. Le troisième prélude et fugue est dans la tonalité de la dominante de do majeur, soit en sol majeur, le quatrième au relatif de sol majeur soit mi mineur, et ainsi de suite.
Chaque pièce est subdivisée en deux parties : un prélude et une fugue. Chacune des deux parties a ses propres caractéristiques ; la longueur et la complexité varient d'une pièce à l'autre : par exemple, la fugue en mi majeur (n° 9) est à deux voix alors que celle en fa dièse majeur (n° 13) est à cinq voix.
Par ailleurs, le recueil peut être divisé en deux parties distinctes : la première partie commence avec le prélude et fugue en do majeur et s'achève sur le douzième prélude et fugue en sol dièse mineur, à la fois fin et apogée du premier volume. La seconde partie commence avec le treizième prélude et fugue en fa dièse majeur et s'achève sur celui en ré mineur.
Les Vingt-quatre préludes et fugues forment un cycle, en dépit des déclarations du compositeur lors de la présentation de l'œuvre en 1951 à l'Union des compositeurs soviétiques. S'il affirma que chaque prélude et fugue pouvait être joué indépendamment, il subsiste un grand nombre d'indications qui montrent que les pièces de l'op. 87 forment un cycle. 
Levon Akopian a fait remarquer la place et le rôle des préludes et fugues en ré bémol majeur et si bémol mineur (n° 15 et 16) qui se situent à la sectio aurea du cycle, renforçant le contraste entre les deux diptyques : le n° 15 utilise deux langages typiques du XXe siècle : dans le prélude, la musique de rue de la Russie post-révolutionnaire (qu'a très bien connu Chostakovitch, né en 1906), et la fugue, presque dodécaphonique, qui rappelle la technique de contrepoint de la Seconde École de Vienne - alors que le n° 16 est fermement ancré dans la musique ancienne : le prélude est une chaconne, genre baroque, et la fugue au long sujet de 17 temps semble de la musique médiévale. De même, les fugues en fa dièse mineur, si bémol mineur et ré mineur (n° 8, 16 et 24), les plus longues, sont placées à la fin de chaque tiers du cycle ; la fugue en ré mineur, qui peut paraître longue et monotone hors contexte, dévoile pleinement son rôle de conclusion du cycle lorsqu'elle est jouée avec le reste de l'œuvre.

### Parenté avec leClavier bien tempéréde Bach
« Je me sens particulièrement proche du génie musical de Bach [...]. Bach joue un rôle important dans ma vie. Je joue tous les jours une de ses pièces. C’est pour moi un véritable besoin, et ce contact quotidien avec la musique de Bach m’apporte énormément » (conférence sur Bach prononcée lors du festival Bach en 1950). 

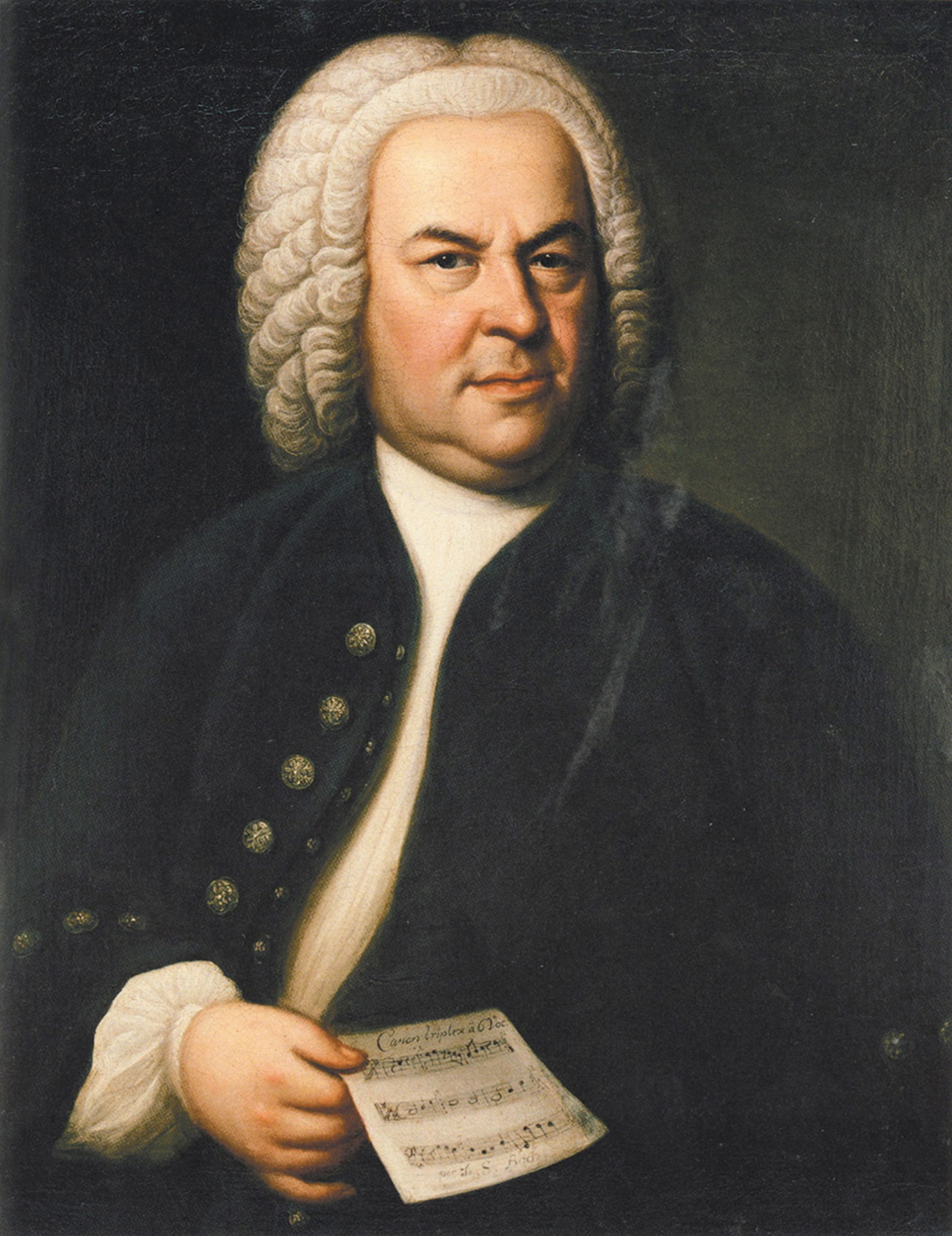
J. S. Bach en 1746, portrait par Elias Gottlob Haussmann (1702-1766), Altes Rathaus à Leipzig. Une musique merveilleuse est belle, quelle que soit l'interprétation. N'importe quel prélude ou fugue de Bach peut être joué dans n'importe quel tempo, avec n'importe quelles nuances rythmiques, ou sans, et ce sera quand même magnifique. C'est comme ça qu'il faut écrire la musique, pour qu'aucune canaille ne puisse l'abîmer.

Chostakovitch décida de composer ses préludes et fugues en hommage à Johann Sebastian Bach, à qui il vouait une grande admiration, à l'occasion du bicentenaire de sa mort, soit en 1950. De ce fait, le Clavier bien tempéré est considéré comme la première source d'inspiration des 24 préludes et fugues op. 87.
Les citations, les références au Clavier bien tempéré sont nombreuses : le premier prélude de Chostakovitch commence par les mêmes notes que le prélude BWV 846 de Bach ; dans la dernière fugue, Chostakovitch reprend littéralement le sujet de la fugue en si bémol majeur BWV 890. De façon plus ou moins évidente, les citations de Bach abondent dans les 24 préludes et fugues de Chostakovitch. Cependant la structure des 24 préludes et fugues est légèrement différente de celle du Clavier bien tempéré : dans ce dernier, les préludes et fugues ne se succèdent pas selon le cycle des quintes mais selon la gamme chromatique : le premier prélude et fugue est en do majeur, le deuxième en do mineur, le troisième en do dièse majeur, etc.
|                 | Clavier bien tempéré vol. I | Clavier bien tempéré vol. II | Vingt-quatre préludes et fugues |
| Fugues à 2 voix | 1                           | 0                            | 1                               |
| Fugues à 3 voix | 11                          | 15                           | 11                              |
| Fugues à 4 voix | 4                           | 9                            | 11                              |
| Fugues à 5 voix | 2                           | 0                            | 1                               |

Chez Bach, la plupart des fugues en mineur finissent avec une tierce picarde ; chez Chostakovitch, cinq finissent en mineur (les n° 2, 6, 10, 14, 22) et sept en majeur (les n° 4, 8, 12, 16, 18, 20, 24).

### Un cycle néobaroque
Les préludes op. 87 empruntent plusieurs genres baroques. On retrouve ainsi dans le cycle des sarabandes (préludes n° 1, 18 et 24 en do majeur, fa mineur et ré mineur), des toccatas ou perpetuum mobile (n° 2 et 21 en la mineur et si bémol majeur), un menuet (n° 5 en ré majeur), une ouverture à la française (n° 6 en si mineur), une gavotte (n° 11 en si majeur), une passacaille (n° 12 en sol dièse mineur), une chaconne (n° 16 en si bémol mineur), un choral (n° 19 en mi bémol majeur), une aria (n° 23 en fa majeur)

### L'héritage de la musique russe
Bien qu'écrit en hommage à Bach, le cycle des préludes et fugues est fortement ancré dans la tradition russe - on sait l'admiration que portait Chostakovitch à Moussorgsky et Tchaïkovski. Chostakovitch renonce en effet à l'harmonie majeur-mineur traditionnelle de la musique d'Europe occidentale et intègre dans sa musique les gammes courantes de la musique populaire et religieuse russe que reprirent dans leur musique les membres du Groupe des Cinq et notamment Moussorgski. On trouve des morceaux fidèles à la tradition russe (prélude en do mineur n° 20 et fugue en ré mineur n° 24), l'univers des drames de Moussorgski (prélude en mi bémol mineur n° 14) ; le prélude en sol majeur (n° 3) n'est pas sans rappeler la Promenade des Tableaux d'une exposition de Moussorgski.

### Motif récurrent
Dans ses préludes et fugues, Chostakovitch utilise de manière récurrente un motif composé de quatre notes. À une note donnée (par exemple : do) suit sa dominante (sol), sa sus-dominante (la) puis à nouveau sa dominante (sol) ; ce motif peut donc être appelé « motif 1-5-6-5 » (ou I-V-VI-V). On le retrouve tel quel (pour ne donner que les exemples les plus évidents) dans les sujets des fugues en do majeur, mi mineur, ré bémol majeur et la bémol majeur (n° 1, 4, 15, 17), ou commençant par la dominante : V-I-VI-I dans les sujets des fugues en ré majeur et mi bémol mineur (n° 5 et 14), ou V-VI-V-I dans le sujet de la fugue en do dièse mineur (n° 10).

### Relation entre préludes et fugues
Il existe de fortes relations entre le matériau thématique de plusieurs préludes et fugues. Par exemple, dans celui en sol dièse mineur (n°12), le sujet de la fugue est annoncé à la fin du prélude ; évoqué dans le prélude en si mineur (n°6) ; celui de la fugue en do mineur (n° 20) reprend le début du prélude ; le premier sujet de la dernière double fugue en ré mineur (n° 24) est exposé dans la seconde partie du prélude ; la fin du prélude en do dièse mineur (n° 10), annonce la tête du sujet de la fugue... Dans le prélude et fugue en ré bémol majeur (n° 15), les tierces du début du prélude réapparaissent au début de la strette de la fugue (m. 116) et les enchaînements V-I de la fin du prélude reviennent dans toute la troisième partie de la fugue. 
Chostakovitch indique attacca à la fin de chaque prélude, le genre du prélude et fugue formant une entité et non deux pièces distinctes : le prélude en sol majeur (n° 3) n'étant harmoniquement pas résolu, la fugue doit être directement jouée après le prélude, sans silence (même chose pour le prélude et fugue n° 12 en sol dièse mineur) ; à la dominante à la fin des préludes en si mineur et sol mineur (n° 6 et 22) doit succéder la tonique affirmée au début de la fugue suivante ; les notes ajoutées des préludes en si majeur et mi bémol majeur (n° 11 et 19) leur donnent une impression d'inachevé et semblent appeler la fugue.

### Une vision personnelle de la fugue
Pour Krzysztof Meyer, Chostakovitch « a développé sa conception de la manière dont la fugue de Bach pouvait être transposée dans son langage musical personnel ». On retrouve en effet dans les préludes et fugues le système tonal classique (majeur/mineur : en témoigne la structure du cycle), mais aussi les modes ecclésiastiques (ionien, dorien, phrygien, lydien, mixolydien, éolien, locrien) et les modes propres à Chostakovitch, créés à partir de l'abaissement d'une ou plusieurs notes d'un certain mode de la gamme diatonique.
Les fugues de l'op. 87 suscitent une attention particulière. Chostakovitch s'est volontairement contraint à se limiter au modèle « académique » de la fugue que suivent les vingt-quatre pièces : après quelques incursions dans des tonalités éloignées, retour sur une pédale de dominante, suivie d'une strette débouchant sur une coda. Les contrepoints demeurent et il n'y a pas d'inversions mélodiques, sauf pour (respectivement) les fugues en sol mineur et mi majeur (n° 22 et 9). Ces contraintes dépassées, il résulte une musique riche et abondamment variée. 
Hormis la construction des fugues, les sujets de plusieurs fugues montrent les recherches de Chostakovitch : dans la fugue en la majeur (n° 7), le sujet n'est composé que des notes de l'accord parfait de la majeur, et celui de la fugue en si bémol majeur (n° 21) déploie un accord de quartes ; les fugues en sol dièse mineur, la bémol majeur et mi bémol majeur (n° 12, 17 et 19) sont à 5/4, et les sujets des fugues en ré bémol majeur et si bémol mineur (n°15 et 16) forment respectivement une longue mesure de 21 et 17 temps.
La plupart des sujets de fugue de l'op. 87 commencent par la tonique (18), les autres par la dominante (n° 5, 10, 14, 23 et 24) ou la médiante (n° 8). Les réponses sont toujours à la quinte, sauf pour la fugue n° 21 en si bémol majeur où elle est à la sus-dominante (relatif mineur). On compte 7 réponses tonales et 17 réponses réelles (contre 21 réponses réelles et 27 réponses tonales dans le Clavier bien tempéré de Bach).

### Un aspect pédagogique?
Chostakovitch aurait eu pour première intention d'écrire des exercices polyphoniques pour ses élèves en composition - comme l'ont fait auparavant Rimski-Korsakov et Tchaïkovski. Le contrepoint tient en effet une place importante dans la musique russe : à la fin du XIXe siècle, les conservatoires de Moscou et de Saint-Pétersbourg étaient renommés pour l'excellence de leur enseignement - dont celui du contrepoint - et la musique des compositeurs russes du XXe siècle (parmi lesquels Scriabine, Rachmaninov, Stravinsky et Prokofiev), issus de l'une ou l'autre de ces institutions, révèle une impeccable conduite des voix - malgré l'extrême divergence de leurs langages. Chostakovitch lui-même profita de ce patrimoine au cours de ses études, (en témoignent plusieurs fugues antérieures à l'op. 87 : le prélude op. 34 n° 4 de 1933, la fugue du Quintette op. 57 de 1940 et celle de l'oratorio Le Chant des forêts op. 81 de 1949), patrimoine qui fut mis à mal au cours de l'histoire soviétique (Chostakovitch se serait plaint plusieurs années après l'écriture des préludes et fugues que « plus personne ne [sût] écrire une fugue dans ce pays ! »). Aussi peut-on également voir dans les préludes et fugues de Chostakovitch la volonté de transmettre l'excellence de l'enseignement qu'il a reçu et de perpétuer la tradition du contrepoint et de la fugue.

## Premier cahier

### Prélude et Fugueno1 en ut majeur
Le recueil s'ouvre sur une sarabande en accords parfois dissonants ; le premier accord est dans la même disposition que celui du prélude BWV 846 de Bach. 
La fugue à 4 voix, Moderato, est entièrement diatonique et n'utilise aucune touche noire (donc il n'y a aucune altération). Le sujet est exposé dans tous les modes ecclésiastiques (dans l'ordre) : ionien, mixolydien, phrygien, locrien, éolien, dorien, lydien.

### Prélude et Fugueno2 en la mineur
Le prélude en la mineur est une toccata à l'écriture claveciniste à une seule voix la plupart du temps. Il est suivi par une fugue à trois voix, dont le sujet est issu du troisième mouvement de la Quatrième Symphonie (chiffre 191).

### Prélude et Fugueno3 en sol majeur
Le prélude commence par un thème en octaves qui rappelle la Promenade des Tableaux d'une exposition de Moussorgski. Il présente les quatre premières notes du Dies irae et semble au début moins en sol majeur qu'en mi mineur. Le deuxième thème, plus léger et plus rapide, est tiré de la première pièce des Aphorismes (récitatif).
La signature rythmique (6/8) et les intervalles de septième de la fugue rappellent celle en sol majeur BWV 860 du 1er cahier du Clavier bien tempéré de Bach. Dans la coda, le sujet apparaît augmenté.

### Prélude et Fugueno4 en mi mineur
Le prélude, dont le thème est proche du 2e du prélude en sol majeur, est très sombre, comme le prélude en mi bémol mineur. La fugue est une double fugue à 4 voix.

### Prélude et Fugueno5 en ré majeur
Le prélude est un menuet à deux voix : la mélodie jouée par la main gauche et des accords arpégés par la main droite ou vice versa.
La fugue, marquée Allegretto, contraste avec le legato du prélude avec son sujet dont les notes répétées sont jouées staccato. De brusques piano et forte rajoutent au pittoresque de cette fugue à trois voix. 

### Prélude et Fugueno6 en si mineur
Le prélude est une ouverture à la française, et expose le sujet de la fugue (m. 26). On peut noter la similitude de caractère des mesures 47 à 49 du prélude aux mesures 124 et 127 de la fugue.

### Prélude et Fugueno7 en la majeur
Le prélude en la majeur est une invention à deux voix qui commence sur une pédale de tonique, dont le joyeux motif aurait pu sortir de la plume de Bach. 
La fugue à trois voix commence au soprano ; le sujet, qui n'utilise que les notes de l'accord parfait majeur, sera cité dans le premier mouvement du 15e quatuor en mi bémol mineur.

### Prélude et Fugueno8 en fa dièse mineur
Assez court, le prélude en fa dièse mineur permet de montrer la prise de position de Chostakovitch concernant l'antisémitisme sous l'URSS de Staline. Bien que non juif lui-même, Chostakovitch compatissait au sort de cette communauté. Le thème du prélude est purement klezmer : si aujourd'hui on se pose la question, si Chostakovitch était un dissident ou non du régime soviétique, l'utilisation de thèmes klezmer dans sa musique (ici, les préludes et fugues) montre sa prise de position sociale, en tant que citoyen. 
La fugue en fa dièse mineur est la plus longue du recueil : elle dure environ 8 minutes.

### Prélude et Fugueno9 en mi majeur
La fugue en mi majeur est la seule du recueil à deux voix. C'est la seule où le sujet est exposé plusieurs fois en mouvement contraire.

### Prélude et Fugueno10 en ut dièse mineur
Le prélude est une invention à la Bach qui rappelle les préludes en do dièse mineur BWV 849 et en mi bémol majeur BWV 852. 

### Prélude et Fugueno11 en si majeur
Le prélude est une gavotte très animée, énergique et nerveuse, humoristique et grotesque, dans le style du jeune Chostakovitch.

### Prélude et Fugueno12 en sol dièse mineur
Le prélude est une passacaille, une forme que Chostakovitch avait déjà utilisée dans le troisième mouvement de son 1er concerto pour violon op. 77. Le sujet de la fugue est annoncé à la fin du prélude.
Au contraire, la fugue en 5/4 est une composition rythmique et aventureuse, plus complexe du point de vue harmonique : son tempo ahurissant pousse la tension et le désespoir presque jusqu'à l'insoutenable. En outre, la première partie des 24 préludes et fugues se termine sur une rupture suivie d'une descente précipitée ; le pianiste Alexander Melnikov compare cette dégringolade à « l'écroulement d'une colonne vertébrale ». Ce prélude et fugue, dont les toutes dernières mesures rappellent la fin de la première fugue en do majeur, constitue l'apogée du premier volume qu'il conclut.

## Second cahier

### Prélude et Fugueno13 en fa dièse majeur
Le prélude en fa dièse majeur qui ouvre le second volume des Vingt-quatre préludes et fugues est une barcarolle, très proche du prélude op. 28 n° 18 en fa mineur de Chopin. Il est empreint d'un sentiment de « nouveau départ, de réconciliation, impossible à ne pas entendre ».
La fugue en fa dièse majeur est la seule du recueil à cinq voix. Le sujet est proche de celui de la fugue en mi majeur BWV 878.

### Prélude et Fugueno14 en mi bémol mineur
Écrit en 7/4, ce prélude est une pièce très sombre et très angoissée.
La fugue, à 3/4, a une parenté avec celle en sol dièse mineur BWV 887. Il y a plusieurs fausses entrées du sujet (m. 54, 98, 137, 141, 145).

### Prélude et Fugueno15 en ré bémol majeur
Le prélude est une valse burlesque et ironique typique de Chostakovitch. Le thème est inspiré de la chanson populaire We Wish You a Merry Christmas (le prélude a été composé le 30 décembre 1950). 
Le caractère populaire du prélude se voit contrarier par la fugue endiablée à l’accentuation irrégulière (nombreux changements de mesure) ; sans être dodécaphonique, le sujet de la fugue, très chromatique, contient 11 notes du total chromatique. Le pianiste Alexander Melnikov la trouve « inhabituelle : les relations harmoniques verticales semblent (mais semblent seulement !) moins importantes que dans toutes les  autres fugues et la technique de contrepoint rappelle la seconde école de Vienne ».
Dans l'exposition de la fugue (m. 1-35), le sujet est exposé successivement par le soprano, l'alto, le ténor puis la basse. La contre-exposition (m. 36-54) au relatif si bémol mineur, est à 3 voix, suivie par une 3e exposition incomplète en mi bémol mineur à 4 voix (m. 55-67). Le développement (m. 68-115) présente le sujet en la majeur puis en mi majeur, et contient trois strettes où le sujet est augmenté dans l'une des deux voix qui le présente (m. 90, 96, 102). La réexposition, de même longueur que l'exposition, commence avec les tierces du prélude (m. 116) et deux strettes (m. 118 et 126) et deux divertissements (m. 134, 139), suivis d'une 3e strette (m. 150) avec une pédale de sous-dominante (m. 156). La coda (m. 162-182) est construite sur le sujet et s'achève avec les enchaînements V-I empruntés au prélude (m. 200-201) présents dans toute la 3e partie de la fugue.

### Prélude et Fugueno16 en si bémol mineur
Le prélude est une chaconne, et est suivi par une fugue dont le thème forme une longue mesure de 17 temps.

### Prélude et Fugueno17 en la bémol majeur
La fugue est à 5/4. Dans la réexposition de la fugue, les m. 56 à 61 reprennent à l'identique les m. 9 à 14. Par deux fois le sujet est augmenté dans la strette ; il apparaît en mouvement contraire dans le développement m. 50. Le divertissement utilise une basse d'Alberti.

### Prélude et Fugueno18 en fa mineur
Le prélude rappelle le mouvement lent (également en fa mineur) du 4e quatuor en ré majeur. Le prélude et la fugue finissent avec le même enchaînement cadentiel (la bémol majeur - fa majeur), répété plusieurs fois.

### Prélude et Fugueno19 en mi bémol majeur
Un choral majestueux entrecoupé de commentaires piquants (lesquels semblent être un clin d'œil aux m. 87-90 et 211-217 du premier mouvement de la sixième sonate de Prokofiev, écrite dix ans plus tôt.
À 3 voix, la fugue à 5/4 frôle l'atonalité ; le sujet est très reconnaissable à ses intervalles de quarte diminuée et à la perception de deux harmonies majeures au sein du sujet (mi bémol et do majeur).

### Prélude et Fugueno20 en ut mineur
Le prélude est une procession digne de Moussorgsky ; le début de la fugue est identique au prélude.
Chostakovitch réutilisera le matériau de ce prélude et fugue quelques années plus tard dans sa 11e symphonie.

### Prélude et Fugueno21 en si bémol majeur
Le prélude en si bémol majeur ressemble à celui en la mineur par son écriture claveciniste. C'est une parodie d'étude, comme l'étude extraite des Aphorismes op. 13 ou le prélude op. 34 n° 5.
Les intervalles de quarte de la fugue rappellent Hindemith. Le contresujet est original par ses silences (deux mesures de silence).

### Prélude et Fugueno22 en sol mineur
Le prélude est marqué tranquillo, une des seules indications de caractère donnée par le compositeur dans le cycle.

### Prélude et Fugueno23 en fa majeur
Le prélude est une aria, que le pianiste Alexander Melnikov entend comme un hommage à Prokofiev.

### Prélude et Fugueno24 en ré mineur
Le prélude en ré mineur est une sarabande. La section centrale expose le premier sujet de la fugue.
La double fugue en ré mineur montre quelques ressemblances avec la dernière fugue de L'Art de la fugue de Bach. « À elle seule, elle fait la synthèse de l'esprit qui anime ce recueil unique au XXe siècle : fidèle à Bach dans sa première section, elle glisse vers le romantisme avant de devenir du "pur" Chostakovitch ; elle s'achève alors dans une apothéose quasi symphonique, en superposant magistralement les deux sujets ». La coda rappelle le finale de la cinquième symphonie.

## Discographie sélective
Durant les répétitions, Chostakovitch ne cacha pas ses désaccords avec l'interprétation de Tatiana Nikolaïeva et pour cette raison décida d'enregistrer lui-même les préludes et fugues.

### Enregistrements par Chostakovitch lui-même
Chostakovitch a entrepris un total de cinq sessions d'enregistrement pour enregistrer ses préludes et fugues op.87 : 
- Moscou, le 6 décembre 1951 : no 3, 5 et 23.
- Moscou, le 5 février 1952 : no 2, 4, 12, 13, 20 et 24.
- Moscou, le 14 février 1952 : no 6, 7, 8, 14, 16 et 22.
- Moscou, 1956 : no 17 et 18.
- Paris, salle Wagram, le 12 septembre 1958 : no 1, 4, 5, 6, 13, 14, 18, 23 et 24. L'enregistrement complet a été publié pour la première fois en 2015.

Au total, Chostakovitch a enregistré dix-huit de ses préludes et fugues, manquent les no 9, 10, 11, 15, 19 et 21.

### Autres enregistrements
- Tatiana Nikolaïeva, intégrale des 24 préludes et fugues, chez Melodya, enregistré en 1987, BMG, 1994.
- Tatiana Nikolaïeva, intégrale des 24 préludes et fugues (nouvel enregistrement), chez Hyperion, enregistré en 1991.
- Tatiana Nikolaïeva, film de 1992, archivé par la BBC, diffusé en DVD, Classic Archive, Medici ART, 2008.
- Keith Jarrett, Salle de Musique, La Chaux de Fonds, Suisse, ECM, juillet 1991.
- Alexander Melnikov, intégrale des 24 préludes et fugues, chez Harmonia mundi, 2009.
- Jenny Lin, intégrale des 24 préludes et fugues, hänssler classic, 2009.
- Vladimir Ashkenazy, intégrale des 24 préludes et fugues, Decca, 1999
- Sviatoslav Richter
- Maria Grinberg